# والتر آلستون
والتر آلستون (انگلیسی: Walter Alston; ۱ دسامبر ۱۹۱۱ – ۱ اکتبر ۱۹۸۴) بازیکن بیس‌بال اهل ایالات متحده آمریکا بود.
از باشگاه‌هایی که در آن بازی کرده‌است می‌توان به سنت لوئیس کاردینالز اشاره کرد.